# Rineloricaria isaaci
Rineloricaria isaaci es una especie de pez, de la familia Loricariidae en el orden de los Siluriformes.

## Morfología
Los machos pueden llegar alcanzar los 10,2 cm de longitud total.

## Distribución geográfica
Se encuentra en la Argentina, Brasil y Uruguay, incluyendo la cuenca del río Uruguay.